# Puente del Recuerdo
El Puente del Recuerdo (en inglés: Bridge of Remembrance) es un monumento de guerra en Christchurch, Nueva Zelanda. Está dedicado a los fallecidos en la Primera Guerra Mundial, pero también conmemora a los demás participantes de las dos Guerras Mundiales, así como los conflictos posteriores en Borneo, Corea, y Vietnam. Pertenece al ayuntamiento de Christchurch y está localizado en el puente de Cashel Street en la cabecera del City Mall.
El puente sufrió daños durante el terremoto de Christchurch de 2011. Tras ser reparado y fortalecido, se reabrió durante la ceremonia del Día ANZAC en 2016.

## Geografía
El arco se construyó sobre el extremo este del puente de Cashel Street que une que une Oxford y Cambridge Terraces sobre el Río Avon. Se convirtió en una calle peatonal el Día ANZAC (25 abril) en 1977. Al este se encuentra el distrito comercial y el principal centro comercial peatonal. En el área entre el puente y Victoria Square se encuentran el Reloj Floral, los Tribunales de Justicia, los edificios del Consejo Provincial de Canterbury, Our City y la estatua de Robert Falcon Scott.

## Historia
Edward George Wright, un ingeniero civil, consiguió un contrato para la construcción de un puente sobre el río Avon en Cashel Street y completó el trabajo en mayo de 1873. Wright recibió una paga de 509 libras neozelandesas por su trabajo. Además, se realizó una licitación por separado.

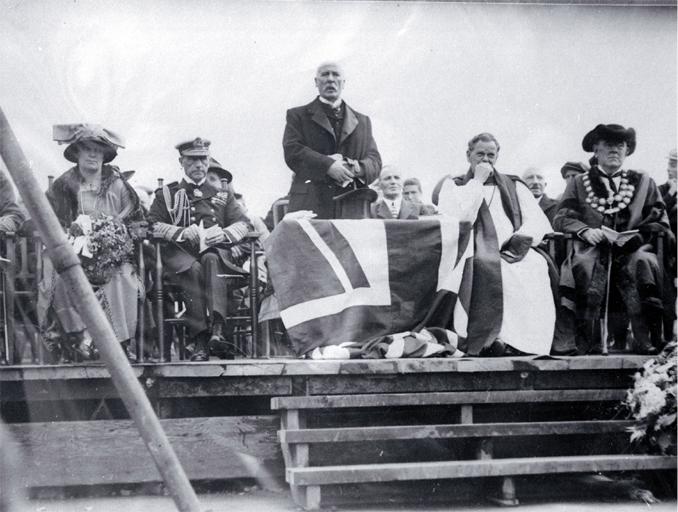
Dignatarios en la inauguración (desde la izquierda): La Sra. Jellicoe, el gobernador general Viscount Jellicoe, Andrew Anderson, el obispo Churchill Julius y el alcalde Henry Thacker

La idea de construir un arco conmemorativo encima del puente se planteó por primera vez en una carta a The Press el 24 de julio de 1919, escrita por la Sra. Wyn Irwin. La propuesta obtuvo el apoyo del público. La construcción empezó el 23 de enero de 1923.  La piedra angular fue colocada por John Jellicoe, gobernador general y almirante de la Flota en el Día ANZAC, el 25 de abril de 1923.
El monumento fue inaugurado el 11 de noviembre de 1924, Día del Armisticio, por John Jellicoe. El puente fue renovado en dos fases. La primera fase se llevó a cabo en 1989, la segunda fase comenzó dos años más tarde y fue completada en 1992 con la ceremonia de instalación de una placa.
El puente prohibió el paso de vehículos de motor en 1976, años antes de que Cashel Street también prohibiera el tráfico de vehículos el 11 de enero de 1982.
En febrero de 2011, el puente fue vandalizado con grafiti. Solo quince días después, un terremoto en Christchurch dañó el arco. Se calculó que la reparación permanente y el refuerzo contra terremotos costarían más de 2 millones de dólares neozelandeses. El ayuntamiento de Christchurch inicialmente consideró instalar una estructura de acero temporal alrededor del arco, pero debido al alto precio de 430.000 dólares neozelandeses, el ayuntamiento rechazó la idea. La Returned and Services' Association expresó su decepción con la decisió de no continuar con el trabajo provisional, citando preocupación de perder la estructura por completo en otra fuerte réplica, de la misma manera que sucedió con la Lyttelton Timeball Station en laréplica de junio. El reforzamiento del Puente del Recuerdo comenzó mayo de 2013. Se esperaba que las reparaciones se completaran parcialmente en agosto de 2014 para conmemorar el centenario de la Primera Guerra Mundial y se completara antes del Día ANZAC en 2015. Dichos plazos no se cumplieron y las reparaciones estructurales terminaron hasta diciembre de 2015 con un costo de 6,7 millones de dólares neozelandeses. El Puente del Recuerdo se reabrió al público el Día ANZAC en 2016.

## Diseño

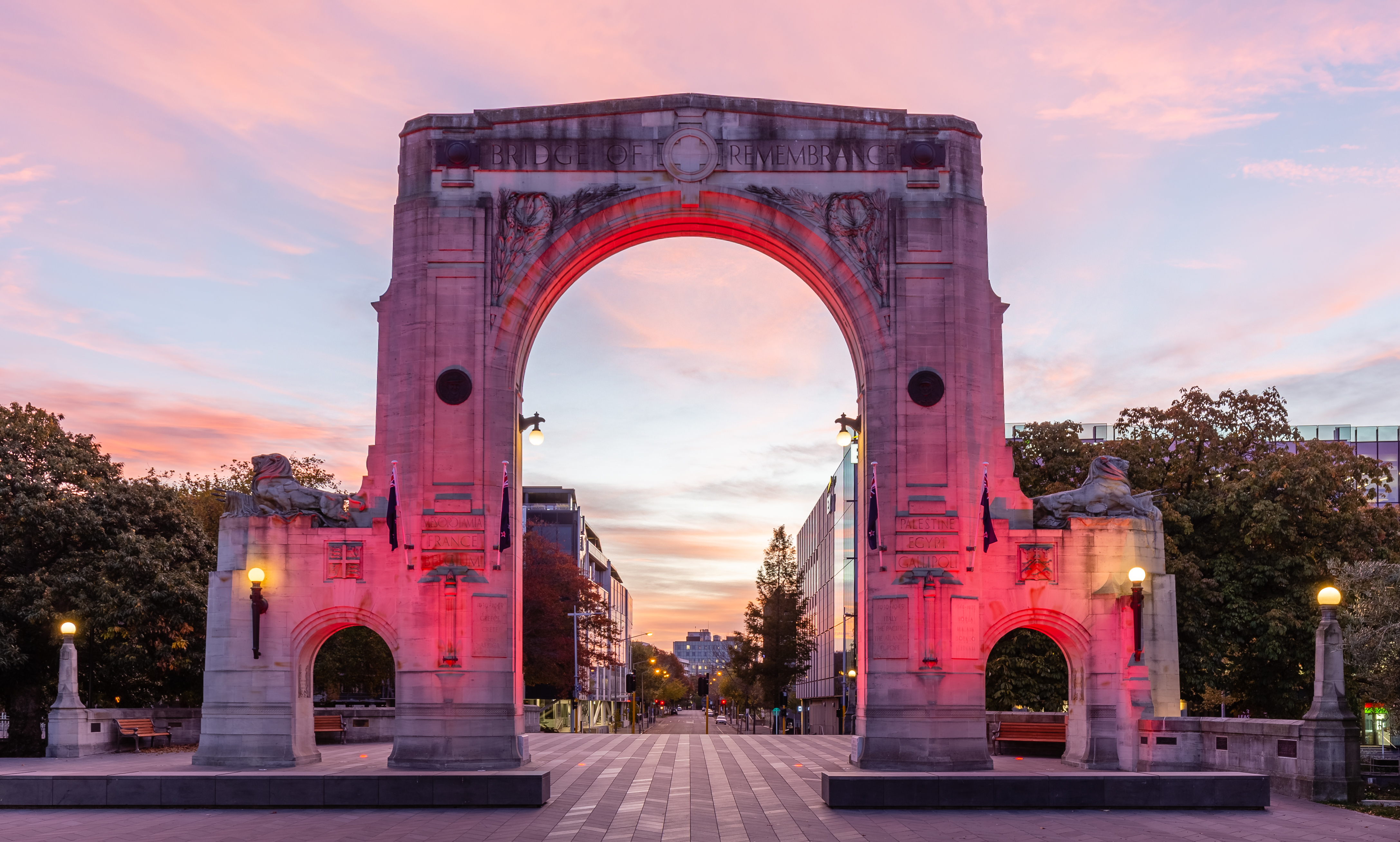
El Puente del Recuerdo durante el atardecer

La firma Prouse y Gummer ganó el concurso de diseño arquitectónico, con William Gummer a cargo del trabajo de diseño. Gummer también diseñó muchos otros monumentos notables, destacando el Cenotafio de Dunedin. El marco central del arco incluye la inscripción Quid no-pro patria ("¿Qué no haría uno por su país?"). Hay varias placas que conmemoran las unidades militares y una placa dedicada a Charles Upham. El puente se encuentra ornamentado. Las características simbólicas del monumento incluyen una cruz, antorchas, escudos de armas, coronas de laurel, y decoraciones con fajina y romero. También hay leones decorativos esculpidos por Frederick Gurnsey.

## Patrimonio cultural
El 2 de abril de 1985, el monumento fue registrado como artículo patrimonial de Categoría I con número de registro 289.